# نهائي كأس إيطاليا 1989
نهائي كأس إيطاليا 1989 هي المباراة النهائية من منافسة كأس إيطاليا 1988–89، أقيمت المباراة في 1989، بين فريقي نادي نابولي، ونادي سامبدوريا، وفاز فيها نادي سامبدوريا، بعد أن هزم نادي نابولي، بنتيجة 1 - 4.

## تفاصيل المباراة
لعبت المباراة النهائية في 1989.
| نادي نابولي | 1 -4 | نادي سامبدوريا |
| ----------- | ---- | -------------- |
|             |      |                |